# Sofie De Saedelaere
Sofie De Saedelaere (28 augustus 1989) is een Belgisch judoka. De Saedelaere combineert een job als vroedvrouw met het professionele judo. Ze is drievoudig Belgisch kampioene in de categorie tot 78kg.

## Palmares

### 2014
- European Cup
- African Open

### 2013
- Belgisch kampioenschap -78kg

### 2012
- Belgisch kampioenschap -78kg

### 2011
- Belgisch kampioenschap -78 kg

### 2009
- Belgisch kampioenschap -78kg

### 2008
- Belgisch kampioenschap -20jaar -70kg

### 2007
- Belgisch kampioenschap -20jaar -70kg
- Belgisch kampioenschap -70kg